# Blond Ambition World Tour
Blond Ambition World Tour fue la tercera gira musical de la cantante estadounidense Madonna. Es considerada la gira que cambió el sentido de los conciertos en vivo, y por ende, de las giras mundiales gracias a su espectacularidad e innovación. Con una duración de cuatro meses, el espectáculo se presentó en cincuenta y siete ocasiones en veintisiete ciudades, y visitó Japón, Estados Unidos, Canadá, Suecia, Francia, Italia, Alemania, Inglaterra, Países Bajos y España. Se lo considera uno de los más grandes logros de la carrera de la cantante estadounidense. Durante esta gira se promocionaron dos álbumes: su cuarto álbum de estudio, Like a Prayer, y la banda sonora I'm Breathless, correspondiente a la película Dick Tracy.
Fue una gira controvertida sobre todo por su yuxtaposición de catolicismo y sexualidad, que recibió críticas muy diversas, pero sobre todo positivas. En 2006, la revista Rolling Stone la definió como una «extravagancia elaboradamente coreografiada, sexualmente provocativa» y la proclamó «la mejor gira mundial de 1990». De la gira se grabaron dos reportajes para su comercialización: uno en Yokohama en el Estadio de Yokohama los días 25, 26 y 27 de abril de 1990, lanzado bajo el nombre de Blond Ambition – Japan Tour 90 y otro en Niza (Francia) el 5 de agosto de 1990 en el Stade De L'Ouest, lanzado bajo el nombre de Blond Ambition World Tour Live. Durante la gira se grabó además el primer documental de la artista titulado Madonna: Truth or Dare el cual trataba sobre la realización de la gira y la vida artística de Madonna.

## Antecedentes
Inicialmente Madonna anunció la gira en abril de 1989; había revelado que estaba trabajando muy duro y anuncio el nombre de Like a Prayer World Tour, el cual se basaba en su cuarto álbum de estudio del mismo nombre. En noviembre de 1989, el sello discográfico oficial de Madonna Sire Records anunció la gira con su nombre oficial Blond Ambition World Tour tras el éxito de su álbum de estudio Like a Prayer y de su actuación de «Express Yourself» en los MTV Video Music Awards 1989, cuyo montaje y coreografía se consideraron como una posible parte de la gira. Inicialmente, la gira solo iba a llegar a Japón y América del Norte, ya que Madonna no disponía de mucho más tiempo pues estaba considerando papeles en varias películas. A finales de 1989 se anunciaron planes para llevar la gira a Europa, debido a la popularidad de la cantante y a la demanda de los fanes. En diciembre de 1989, cuando los preparativos para la gira comenzaron, Madonna anunció durante una entrevista pregrabada en la cadena de televisión alemana ZDF, que iba a recorrer Alemania en 1990. En abril de 1990, fechas adicionales en Europa se añadieron. Los ensayos de la gira se llevaron a cabo en Walt Disney Studios (Burbank)

## Detalles de la gira
La gira ofrecía un concierto de una hora y media de duración, que Madonna comparó con el género del musical. El tour más grande de la cantante incorporó como temas centrales el sexo y el catolicismo, lo que creó la controversia, e incluso el Papa Juan Pablo II pidió un boicoteo al tour en Italia, y una de las funciones fue cancelada. El espectáculo ha alcanzado hoy en día la categoría de obra de culto, con elementos como los sujetadores de cono diseñados por Jean Paul Gaultier que se hicieron íconos culturales en su propio derecho. Las sugerencias sexuales del espectáculo causaron problemas. En Toronto, la policía fue alertada que el espectáculo posiblemente podría presentar contenido lascivo y obsceno (en particular una escena de masturbación) y amenazó con multas y detenciones a no ser que las partes del espectáculo fueran cambiadas. Sin embargo, el espectáculo continuó inalterado y ningún cargo fue aplicado.
La gira logró recaudar un total de $65.700.000 de dólares.[cita requerida]

## Sinopsis del concierto

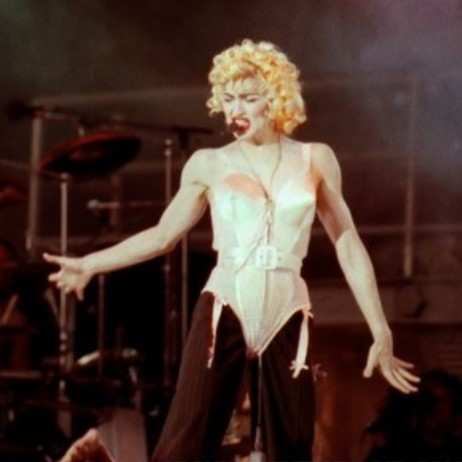
Madonna con el corsé cónico de Gaultier interpretando «Express Yourself» durante la gira.

El concierto se organizaba en cuatro segmentos diferentes. El primero fue denominado ‘Metrópolis’, inspirado por la famosa película muda alemana del mismo nombre (de Fritz Lang). El escenario estaba inspirado en el videoclip de «Express Yourself» (también inspirado por esta película), el cual se destacaba una enorme escalera dentro de un enorme "cuarto de máquinas" y lleno de bailarines masculinos semi-desnudos. Luego Madonna interpretaba «Open Your Heart», «Causing a Commotion», y «Where's the Party» con sus respectivas coreografías y vestuario. 
El segundo segmento era un set con temática religiosa, con cinco canciones («Like a Virgin», «Like a Prayer», «Live to Tell», «Oh Father» y «Papa Don't Preach») en las cuales Madonna sobresaltó al mundo durante la interpretación de «Like a Virgin»: flanqueada por dos bailarines ataviados con sujetadores de formas fálicas, ella simulaba una masturbación sobre una cama color carmesí, ligeramente inclinada hacia el público para su mejor visión. Esta escena concluía con un crescendo musical durante el cual Madonna agitaba su cuerpo como en un orgasmo, y repentinamente, la música cesaba y se escuchaba la exclamación «God!» («¡Dios!»), que daba paso a la siguiente canción, «Like a Prayer». Seguramente fue este momento el que más enfureció a los detractores de la estrella.
El tercer segmento fue tomado directamente de la película Dick Tracy, que justamente se exhibía en cines durante el tour. Madonna interpretaba «Sooner or Later», «Hanky Panky» y «Now I'm Following You». 
El cuarto segmento era más alegre, ya que contaba con un segmento cómico en la que Madonna se burla de su imagen de «Material Girl», también interpreta «Cherish» e «Into the Groove». El segmento terminaba con una interpretación dramática-minimalista del hit «Vogue», destacando pinturas de Tamara de Lempicka sobre las enormes pantallas detrás de Madonna y sus bailarines (las pinturas de Tamara de Lempicka antes habían sido usadas en el videoclip de «Open Your Heart» y en la apertura de 1987 del Who's That Girl Tour). El final del espectáculo era una combinación de otra interpretación carnavalesca de «Holiday» antes de que Madonna finalizara con una versión muy estilizada de «Keep it Together», que fue inspirada por el trabajo de Bob Fosse. 
En Japón y Norteamérica, el espectáculo mostraba a Madonna con sus extensiones de cabello con una cola de caballo en su pelo rubio. Sin embargo, en una ocasión el postizo se enredó en su micrófono de auriculares, por lo que decidió cambiar su peinado a rizos rubios cortos para la parte europea de la gira.

### Vestuario
El Blond Ambition presentó una variedad de trajes diseñados por el francés Jean Paul Gaultier, quien inicialmente preparó casi 1.500 dibujos para ayudar a Madonna en varios estilos para el show. Pero Madonna sabía exactamente lo que quería. Gaultier dijo en una entrevista que «cuando propuse a mis diseños, era: que no, que sí, no, sí, no». Gaultier admiraba a Madonna desde los primeros días de su carrera, admitió que trabajar con ella fue sin duda uno de los aspectos más destacados de su carrera. «Me encanta Madonna. Ese fue uno de los mejores momentos de mi carrera», dijo a The Observer, pero la oportunidad de trabajar con ella por primera vez en esta gira llegó muy de sorpresa, como lo recordó en una entrevista con el New York Times: «Cuando Madonna me llamó por primera vez en 1989, fue dos días antes de uno de mis desfiles de Prêt-à-porter, y pensé que mi asistente estaba bromeando, ya que era un gran fan de ella. Me preguntó si quería hacer el tour... Ella sabía lo que quería: un traje a rayas, la corsetería femenina, a Madonna le gusta mi ropa ya que combinan lo masculino y lo femenino». Pero, ¿cómo a Gaultier se le ocurrió la idea del sostén cónico de oro? Dijo que de alguna manera tenía algo que ver con su abuela.

## Difusiones y grabaciones
Dos presentaciones fueron lanzados commercialmente. El 5 de agosto el espectáculo en Niza fue grabado y transmitido en HBO en Estados Unidos y lanzado mundialmente en formato laserdisc. Titulado Blond Ambition World Tour Live como la parte de un patrocinio junto con "Pioneer Electronics". Una de las fechas en Yokohama, Japón también fue grabada y lanzada en VHS y Laserdisc en el mercado japonés como The Blond Ambition - Tour en Japón '90. "Pionner" firmó un contrato exclusivo para lanzar estos conciertos en el formato Laserdisc solamente, por lo cual ningún vídeo o DVD aún han sido lanzados oficialmente, pero es posible conseguirlo vía internet.
Además de estos lanzamientos, el 1 de agosto el espectáculo en Barcelona, España fue grabado y transmitido en televisión en Europa y Australia. Los admiradores recuerdan este espectáculo de Madonna por los numerosos errores técnicos, incluyendo a Madonna que olvida parte de la letra de "Sooner or Later" y de "Material Girl" y por las fallas de su micrófono en "Express Yourself", además del hombre que entra al escenario sorteando a la seguridad segundos después de finalizar "Holiday" y reparte volantes a Madonna, a las coristas, y a los bailarines; y a Madonna diciendo "¿alguien arrestará a este hombre?". Dos fechas de París, Francia también fueron grabadas por Alek Keshishian para Truth or Dare.
El vídeo de una de las fechas de Houston, Texas tomadas de las pantallas de vídeo han sido extensamente difundido entre la comunidad de admiradores. Además un DVD del Blond Ambition Tour - 1990 únicamente lanzado en Alemania del mismo espectáculo de Houston, fue parcialmente transmitido en MTV durante un programa llamado "Blond Date" (La fecha rubia) durante un especial llamado "Madonna Weekend" (Fin de semana de Madonna). El audio de estas dos presentaciones en Houston y Londres fue grabado y distribuido por la compañía discográfica "Westwood". También, el audio de un espectáculo en Dallas fue lanzado al mercado por una empresa italiana.

## Repertorio
- Tema: Metropolis

1. «Express Yourself» (contiene extractos de «Everybody»)
2. «Open Your Heart»
3. «Causing a Commotion»
4. «Where's the Party»

- Tema: Religioso

1. «Like a Virgin»
2. «Like a Prayer» (contiene elementos de «Act of Contrition»)
3. «Live to Tell»/«Oh Father»
4. «Papa Don't Preach»

- Tema: Dick Tracy

1. «Sooner or Later»
2. «Hanky Panky»
3. «Now I'm Following You» (Parts I & II)

- Tema: Art Deco

1. «Material Girl»
2. «Cherish»
3. «Into the Groove» (contiene elementos de «Ain't Nobody Better»)
4. «Vogue»

- Tema: Encore

1. «Holiday» (contiene elementos de «Do the Bus Stop»)
2. «Keep it Together» (contiene elementos de «Family Affair»)

## Fechas de la gira
Fechas: 57 (64 planeadas)

Cancelaciones (8): 
| - 25 de mayo, Chicago - 6 de junio, Worcester - 15 de junio, Filadelfia - 19 de junio, East Rutherford | - 22 de junio, East Rutherford - 1 de julio, Berlín - 7 de julio, Roma - 15 de julio, Colonia (movido a Dortmund, por bajas ventas.) |

| Fecha               | Ciudad          | País           | Lugar                             |
| ------------------- | --------------- | -------------- | --------------------------------- |
| Asia                |                 |                |                                   |
| 13 de abril de 1990 | Tokio           | Japón          | Chiba Marine Stadium              |
| 14 de abril de 1990 | Tokio           | Japón          | Chiba Marine Stadium              |
| 15 de abril de 1990 | Tokio           | Japón          | Chiba Marine Stadium              |
| 20 de abril de 1990 | Nishinomiya     | Japón          | Hankyu Nishinomiya Stadium        |
| 21 de abril de 1990 | Nishinomiya     | Japón          | Hankyu Nishinomiya Stadium        |
| 22 de abril de 1990 | Nishinomiya     | Japón          | Hankyu Nishinomiya Stadium        |
| 25 de abril de 1990 | Yokohama        | Japón          | Yokohama Stadium                  |
| 26 de abril de 1990 | Yokohama        | Japón          | Yokohama Stadium                  |
| 27 de abril de 1990 | Yokohama        | Japón          | Yokohama Stadium                  |
| América del Norte   |                 |                |                                   |
| 4 de mayo de 1990   | Houston         | Estados Unidos | The Summit                        |
| 5 de mayo de 1990   | Houston         | Estados Unidos | The Summit                        |
| 7 de mayo de 1990   | Dallas          | Estados Unidos | Reunion Arena                     |
| 8 de mayo de 1990   | Dallas          | Estados Unidos | Reunion Arena                     |
| 11 de mayo de 1990  | Los Ángeles     | Estados Unidos | Los Angeles Memorial Sports Arena |
| 12 de mayo de 1990  | Los Ángeles     | Estados Unidos | Los Angeles Memorial Sports Arena |
| 13 de mayo de 1990  | Los Ángeles     | Estados Unidos | Los Angeles Memorial Sports Arena |
| 15 de mayo de 1990  | Los Ángeles     | Estados Unidos | Los Angeles Memorial Sports Arena |
| 16 de mayo de 1990  | Los Ángeles     | Estados Unidos | Los Angeles Memorial Sports Arena |
| 18 de mayo de 1990  | Oakland         | Estados Unidos | Oakland Coliseum Arena            |
| 19 de mayo de 1990  | Oakland         | Estados Unidos | Oakland Coliseum Arena            |
| 20 de mayo de 1990  | Oakland         | Estados Unidos | Oakland Coliseum Arena            |
| 23 de mayo de 1990  | Rosemont        | Estados Unidos | Rosemont Horizon                  |
| 24 de mayo de 1990  | Rosemont        | Estados Unidos | Rosemont Horizon                  |
| 27 de mayo de 1990  | Toronto         | Canadá         | SkyDome                           |
| 28 de mayo de 1990  | Toronto         | Canadá         | SkyDome                           |
| 29 de mayo de 1990  | Toronto         | Canadá         | SkyDome                           |
| 31 de mayo de 1990  | Auburn Hills    | Estados Unidos | The Palace of Auburn Hills        |
| 1 de junio de 1990  | Auburn Hills    | Estados Unidos | The Palace of Auburn Hills        |
| 4 de junio de 1990  | Worcester       | Estados Unidos | The Centrum                       |
| 5 de junio de 1990  | Worcester       | Estados Unidos | The Centrum                       |
| 8 de junio de 1990  | Landover        | Estados Unidos | Capital Centre                    |
| 9 de junio de 1990  | Landover        | Estados Unidos | Capital Centre                    |
| 11 de junio de 1990 | Uniondale       | Estados Unidos | Nassau Veterans Memorial Coliseum |
| 12 de junio de 1990 | Uniondale       | Estados Unidos | Nassau Veterans Memorial Coliseum |
| 13 de junio de 1990 | Uniondale       | Estados Unidos | Nassau Veterans Memorial Coliseum |
| 16 de junio de 1990 | Filadelfia      | Estados Unidos | Philadelphia Spectrum             |
| 17 de junio de 1990 | Filadelfia      | Estados Unidos | Philadelphia Spectrum             |
| 20 de junio de 1990 | East Rutherford | Estados Unidos | Brendan Byrne Arena               |
| 21 de junio de 1990 | East Rutherford | Estados Unidos | Brendan Byrne Arena               |
| 24 de junio de 1990 | East Rutherford | Estados Unidos | Brendan Byrne Arena               |
| 25 de junio de 1990 | East Rutherford | Estados Unidos | Brendan Byrne Arena               |
| Europa              |                 |                |                                   |
| 30 de junio de 1990 | Gotemburgo      | Suecia         | Eriksberg Shipyard Docks          |
| 3 de julio de 1990  | París           | Francia        | Palais Omnisports de Paris-Bercy  |
| 4 de julio de 1990  | París           | Francia        | Palais Omnisports de Paris-Bercy  |
| 6 de julio de 1990  | París           | Francia        | Palais Omnisports de Paris-Bercy  |
| 10 de julio de 1990 | Roma            | Italia         | Stadio Flaminio                   |
| 13 de julio de 1990 | Turín           | Italia         | Stadio delle Alpi                 |
| 15 de julio de 1990 | Munich          | Alemania       | Olympia-Reitstadion Riem          |
| 17 de julio de 1990 | Dortmund        | Alemania       | Westfalenhallen                   |
| 20 de julio de 1990 | Londres         | Reino Unido    | Wembley Stadium                   |
| 21 de julio de 1990 | Londres         | Reino Unido    | Wembley Stadium                   |
| 22 de julio de 1990 | Londres         | Reino Unido    | Wembley Stadium                   |
| 24 de julio de 1990 | Róterdam        | Países Bajos   | Feijenoord Stadion                |
| 27 de julio de 1990 | Madrid          | España         | Estadio Vicente Calderón          |
| 29 de julio de 1990 | Vigo            | España         | Estadio Municipal Balaídos        |
| 1 de agosto de 1990 | Barcelona       | España         | Olympic Stadium                   |
| 5 de agosto de 1990 | Niza            | Francia        | Stade de l'Ouest                  |

## Personal
| - Director de la gira: Madonna - Coreógrafo y Codirector por: Vince Paterson - Dirección Artística: Christopher Ciccone - Director Musical: Jai Winding - Diseñador de vestuario: Jean-Paul Gaultier - Vestuario Adicional: Marlene Stewart - Gerente de personal: Freddy DeMann - Teclados: Jai Winding y Kevin Kendrick - Guitarrista: Carlos Rios y David Williams - Bajista: Darryl Jones - Batería: Jonathan Moffet - Percusiones: Luis Conte - Teclado Adicional: Mike McKnight - Vocalistas: Niki Haris y Donna DeLory | - Bailarines: Luis Camacho, Oliver Crumes, Slam, Jose Gutierez, Kevin A. Stea, Gabriel Trupin, y Carlton Wilborn - Gerente del tour: John Draper - Gerente de Producción: Chris Lamb, GLS Productions - Gerente de transporte: Mike Grizel - Diseñador del set: John McGraw - Diseñador de iluminación: Peter Morse - Asistente de Madonna: Melissa Crow - Gerente de Vestuario: Christopher Ciccone - Maquillaje y peinado: Joanne Grier - Masaje y terapias: Julie Chertow - Entrenador de salud de Madonna: Robert Parr - Ambiente: Pamela Gatell - Publicidad: Liz Rosenberg y Warner Bros. Records New York - Seguridad: Clay Tave |